# Max Burda (Fußballschiedsrichter)
Max Burda (* 29. Juni 1989 in Berlin) ist ein deutscher Fußballschiedsrichter.

## Karriere
Burda ist hauptberuflich Strafverteidiger. Er studierte Jura an der Humboldt-Universität Berlin und der Universität Panthéon-Assas; zudem ist er seit 2020 promoviert.
Als Fußballschiedsrichter ist Burda Mitglied des SC Staaken 1919 im Berliner Fußball-Verband. In der 3. Liga ist Burda seit 2019 als Schiedsrichter aktiv. Dort leitete er seine erste Partie, als am 17. August Viktoria Köln und die SpVgg Unterhaching aufeinandertrafen. Den Schiedsrichtern der 2. Bundesliga gehört Burda seit 2021 an. Dort erfolgte seine erste Spielleitung bei der Begegnung SV Darmstadt 98 gegen Hannover 96 am 28. August 2021. Zudem leitete Burda in den Jahren 2021 und 2023 je eine Partie des DFB-Pokals.
Als Linienrichter war Max Burda im DFB-Pokal, in der 3. Liga und der 2. Bundesliga tätig. Seit dem Ende der Saison 2021/2022 wird er nicht mehr als Linienrichter eingesetzt. Als Vierter Offizieller begleitet Burda Spiele der 1. Bundesliga und des DFB-Pokals.
Zu Beginn der Zweitligasaison 2024/25 pfiff Burda das Eröffnungsspiel zwischen dem HSV und dem 1. FC Köln.
Am 5. Oktober 2024 war Burda erstmalig mit einer Spielleitung in der Bundesliga betraut, als er die Partie VfL Bochum gegen den VfL Wolfsburg leitete.